# وانی بوجان
وانی بوجان (انگلیسی: Vani Bhojan؛ زادهٔ ۱ ژانویهٔ ۱۹۸۸) مجری تلویزیون، بازیگر تلویزیون و بازیگر سینما اهل هند است. وی از سال ۲۰۱۲ میلادی تاکنون مشغول فعالیت بوده‌است.